# Gueorgui Yefremenko
Gueorgui Gueórguiyevich Yefremenko –en ruso, Георгий Георгиевич Ефременко– (Rostov del Don, URSS, 15 de enero de 1986) es un deportista ruso que compitió en remo. Ganó dos medallas en el Campeonato Europeo de Remo, en los años 2014 y 2015, ambas en la prueba de ocho con timonel.

## Palmarés internacional
| Campeonato Europeo | Campeonato Europeo | Campeonato Europeo | Campeonato Europeo |
| Año                | Lugar              | Medalla            | Prueba             |
| ------------------ | ------------------ | ------------------ | ------------------ |
| 2014               | Belgrado (Serbia)  | Medalla de plata   | Ocho con timonel   |
| 2015               | Poznań (Polonia)   | Medalla de bronce  | Ocho con timonel   |